# Altenhellefeld
Altenhellefeld is een plaats in de Duitse gemeente Sundern (Sauerland), deelstaat Noordrijn-Westfalen en telt 445 inwoners.

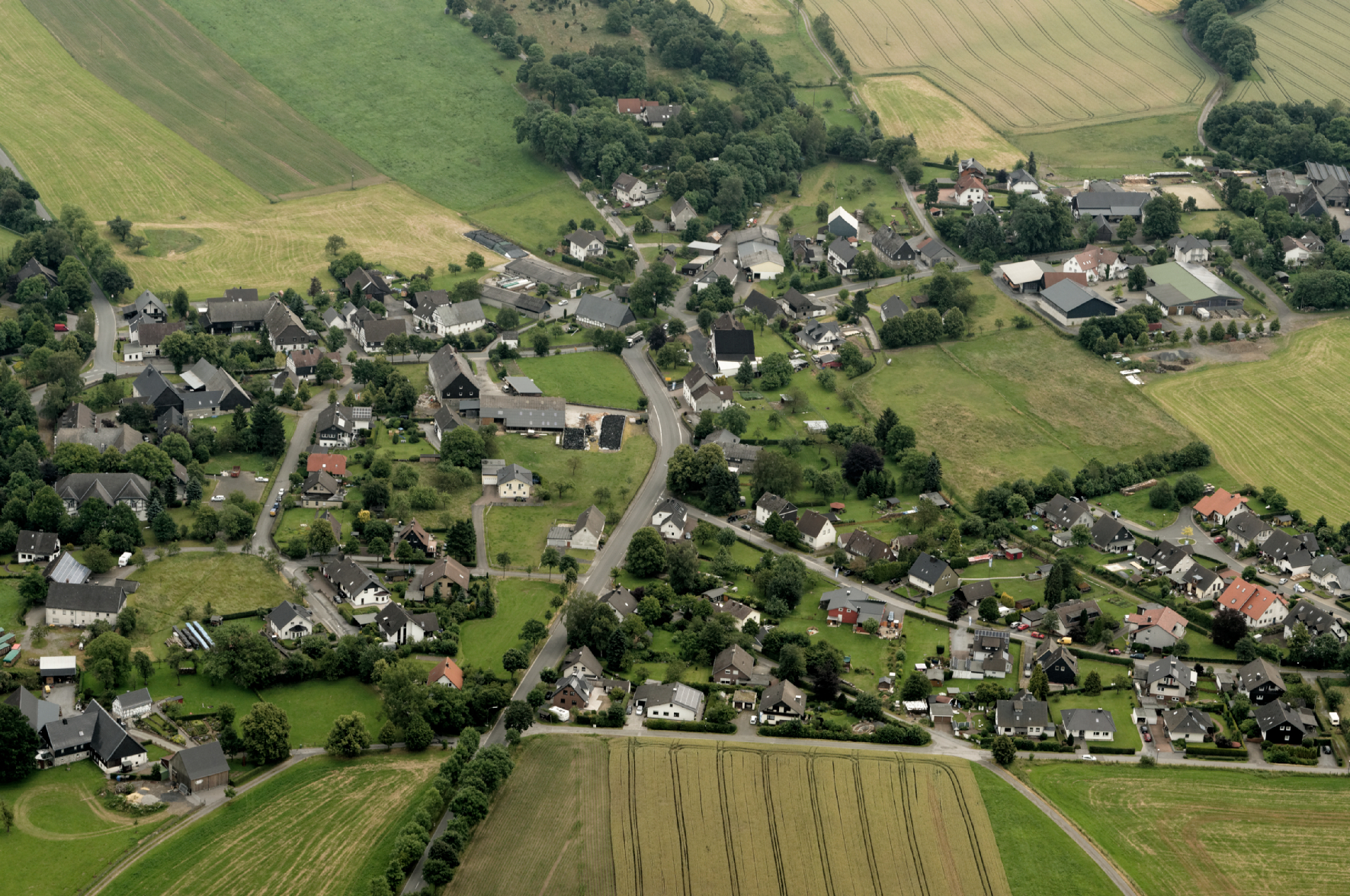
Het zuiden van het dorp